# Zippasla

La zona de Frigia y la máxima extensión aproximada del reino frigio.

Zippasla fue un antiguo reino del Asia Menor situado al sur de la antigua Frigia, que recibió su nombre de la montaña homónima.
Por las fuentes hititas se conoce a uno de sus reyes Madduwatta, que se enfrentó con Attarsiya, dinasta del reino de Ahhiyawa, pero que fue derrotado y expulsado de sus territorios junto con su familia. Perseguido por los ahhiyawa y falto de recursos, Madduwatta solicitó ayuda al rey hitita Tudhaliya I/II, que aceptó auxiliarle y le ofreció carros de guerra, víveres y otros suministros, e incluso le ofreció el gobierno de la región del monte Hariyati, más cercana al territorio hitita que Zippasla, pero Madduwatta no estaba interesado en estas tierras, sino que quería recuperar las suyas. Un ejército hitita ayudó a Madduwatta y expulsó a los ahhiyawa de Zippasla y le restableció en el trono, pero como reino vasallo del Imperio hitita y con la obligación de ser enemigo de Kupanta-Kurunta, rey de Arzawa contra el que Tudhaliya planeaba hacer la guerra. Maduwata tenía prohibido además establecer ningún contacto con Attarsiya de Ahhiyawa. 
Maduwata atacó a Kupanta-Kurunta por propia iniciativa y fue derrotado; las fuerzas de Arzawa ocuparon Zippasla e hicieron muchos prisioneros, incluyendo a la familia real, y únicamente Maduwata y unos pocos seguidores pudieron escapar y tuvo que volver a solicitar ayuda a los hititas. Tudhaliya envió a dos oficiales, Pišeni y Puškurunuwa, con infantería y carros de combate en auxilio de su vasallo. La batalla se libró cerca de la ciudad de Sallawassi, situada probablemente en Misia. Los hititas atacaron y vencieron a las tropas del reino de Arzawa, rescataron a los prisioneros y a la familia de Madduwatta. Sólo escapó Kupanta-Kurunta, aunque con dificultad. Madduwatta se instaló en su palacio de Zippasla. 
Más tarde Madduwatta se convirtió en rey de Arzawa mediante su enlace matrimonial con la hija del rey, y Arzawa y Zippasla se unieron.
- Datos: Q3395133